# Amerykańskie głowice jądrowe

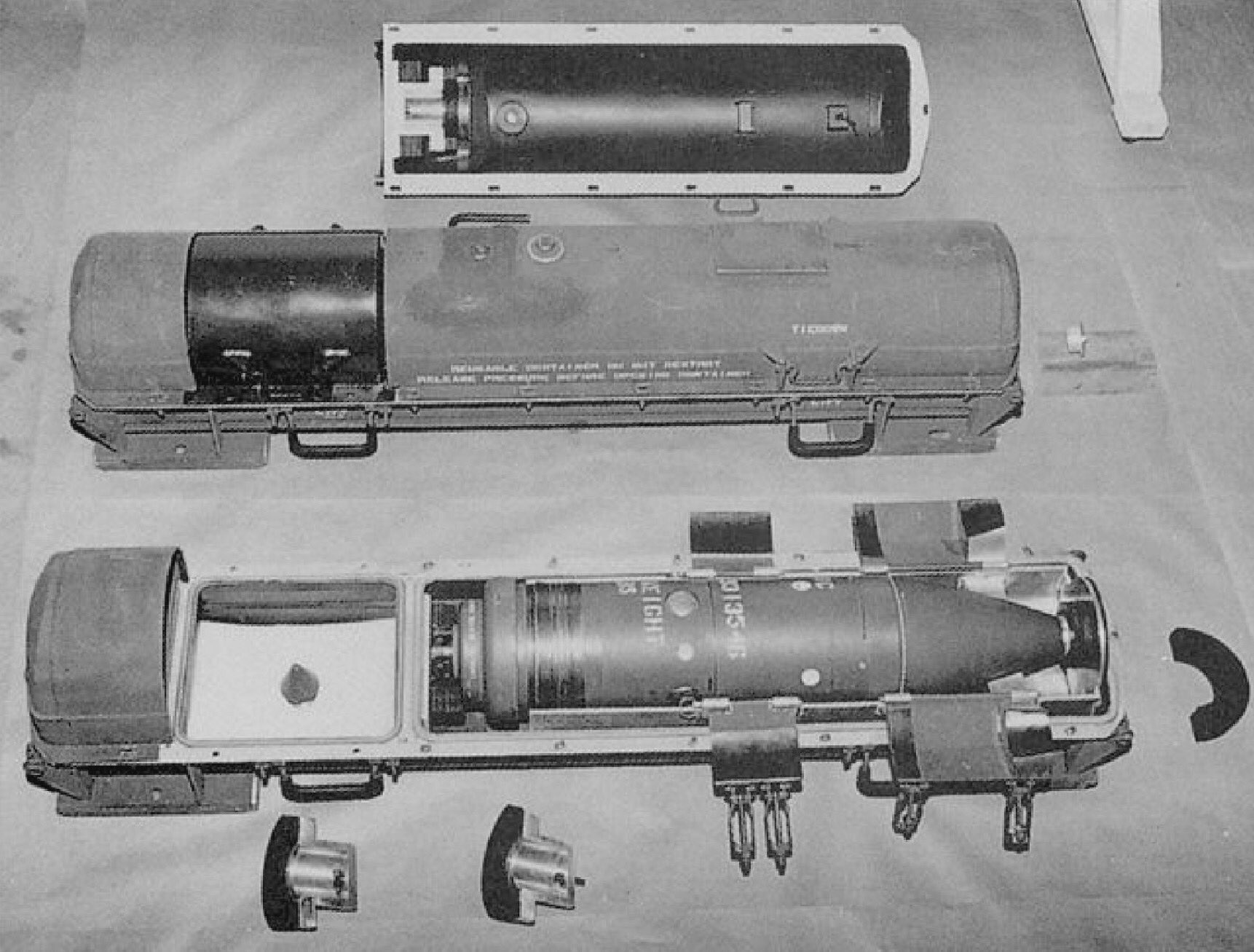
Głowica W33

Amerykańskie głowice jądrowe – wykaz amerykańskich głowic atomowych, termojądrowych i neutronowych.

## Charakterystyka
Wraz z rozwojem broni nuklearnej, w Stanach Zjednoczonych trwały prace nad rozwojem głowic jądrowych przeznaczonych dla bomb, pocisków rakietowych i artyleryjskich czy torped.
W skład głowicy wchodzi ładunek jądrowy wraz z detonatorem oraz aparatura samonaprowadzająca.
Ogólny podział głowic bojowych
- głowice konwencjonalne
- głowice jądrowe
  - głowice atomowe
  - głowice termojądrowe
  - głowice neutronowe
- głowice chemiczne
- głowice biologiczne.

## Opis głowic
Pierwszą powojenną głowicą była głowica atomowa W5. Znajdowała się ona na uzbrojeniu w latach 1952–1963 i montowana była na rakiecie MGM-1 Matador oraz SSM-N-8 Regulus I. Łącznie wyprodukowano 100 głowic o mocy od 6 do 120 kt.

 Pierwszą głowicą przeznaczoną dla rakiet pola walki była głowica W7. Przeznaczona była dla MGM-5 Corporal i MGR-1 Honest John oraz bomby Mk 90, ADM oraz rakiet Nike Hercules. Pod koniec lat 50.XX w. do użycia wprowadzono małą głowicę atomową W25 przeznaczoną do obrony powietrznej. Była używana w niekierowanych pociskach typu „powietrze- powietrze” MB-1, będących na uzbrojeniu samolotów F-89, F-101B i F-106.

 W 1959 do uzbrojenia rakiet Honest John SSM, Nike Hercules i min ADM weszła głowica atomowa W31, a trzy lata później dla rakiet Little John, Bullpup, Terier oraz min MADM skonstruowano wieloczynnościową głowicę W45. Dla potrzeb marynarki wojennej skonstruowano głowice W44 i W34. 

Na początku lat 60. XX w. na uzbrojenie weszła najmniejsza głowica – W54. Zastosowano ją w taktycznym pocisku atomowym odpalanym z wyrzutni bezodrzutowej M388 Davy Crockett, minach MK-54 SADM i w pociskach rakietowych typu AIM-26 Falcon.

 Jeszcze w latach 50. XX w. na uzbrojenie wojsk amerykańskich zaczęły wchodzić głowice termojądrowe. W 1958 do użycia weszła głowica W27 przeznaczona do rakiet SSM-N-8 Regulus. Do uzbrojenia  rakiet międzykontynentalnych  lądowego bazowania Atlas E/F i LGM-25 Titan zastosowano głowicę W38, natomiast do uzbrojenia balistycznych rakiet wystrzeliwanych z okrętów podwodnych typu Polaris-1 głowicę W47, a w rakiecie balistycznej UGM-27 Polaris A-3 zamontowano trzy głowice W58.
Pociski balistyczne średniego zasięgu PGM-17 Thor, rakiety balistyczne Atlas, Jupiter i Titan I otrzymały głowicę W49, a strategiczne rakiety LGM-30 Minuteman I i Minuteman II głowicę W56 w różnych wersjach. Dla rakiet  balistycznych UGM-73J Posejdon Mk-3 RV wyprodukowano głowicę W68.

## Wykaz jądrowych głowic bojowych

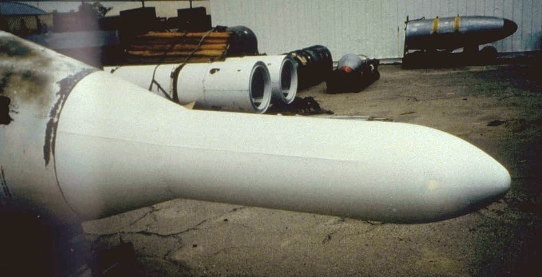
Głowica W47

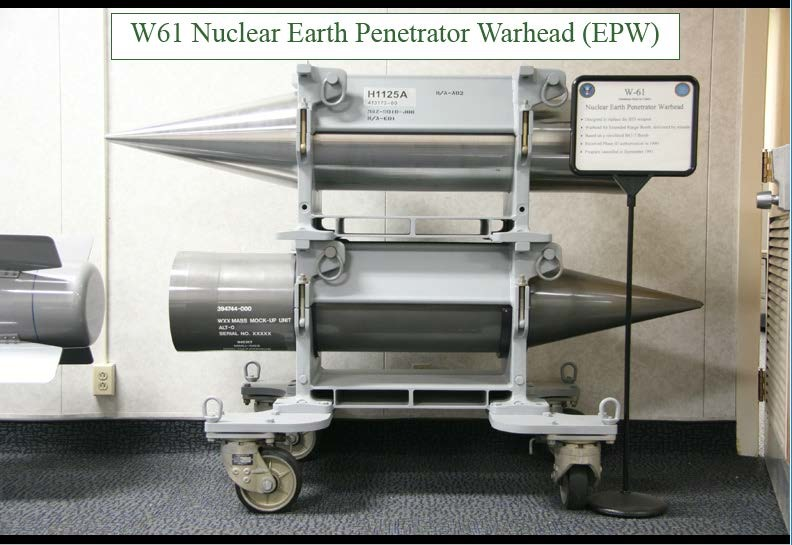
Głowica W61

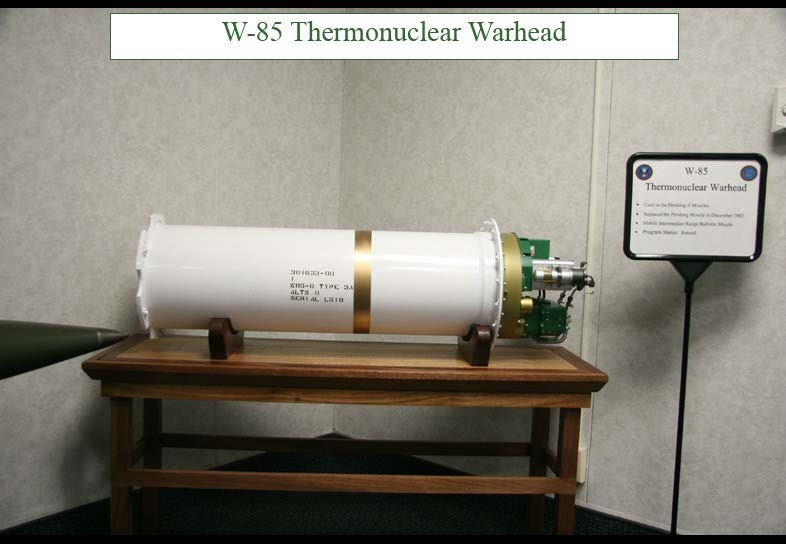
Głowica W85

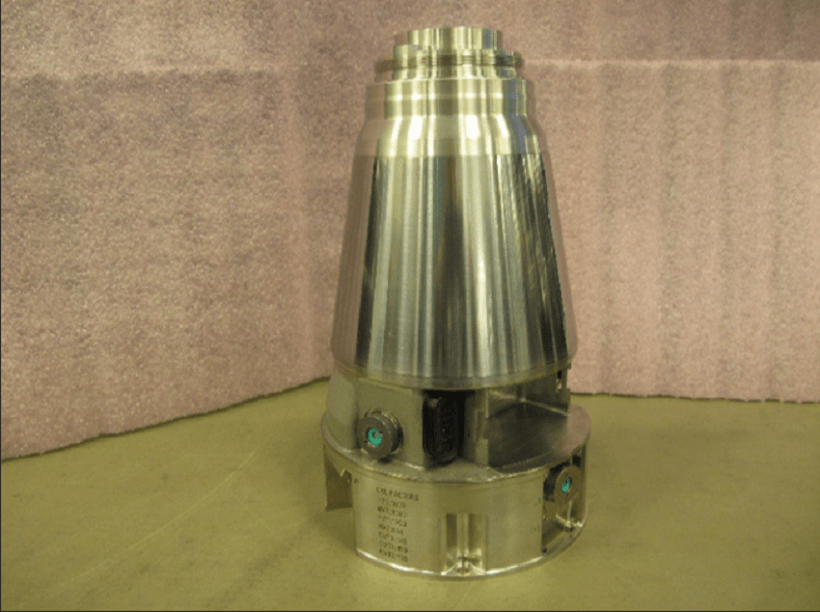
Głowica W88

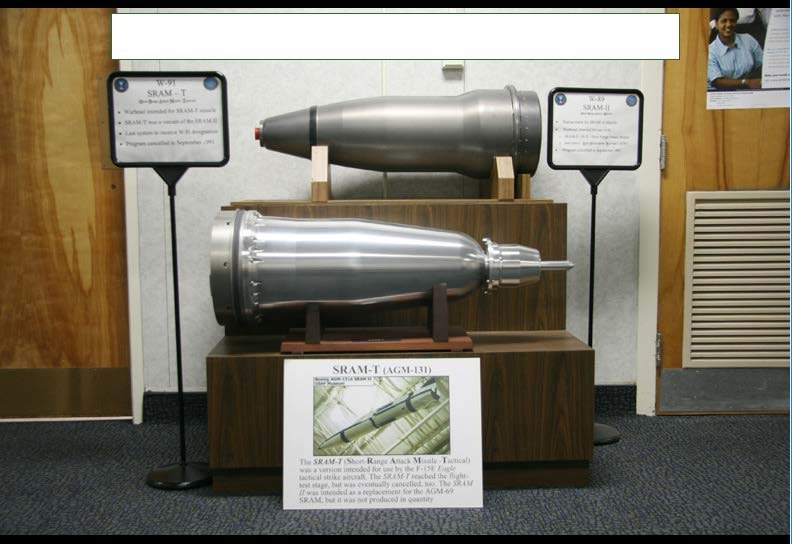
Głowica W91

| Typ                  | Okres użycia    | Liczba          | Ciężar          | Moc                     |
| Głowice atomowe      | Głowice atomowe | Głowice atomowe | Głowice atomowe | Głowice atomowe         |
| -------------------- | --------------- | --------------- | --------------- | ----------------------- |
| W5                   | 1952-1963       | 100             | 1090-1200       | 6;16;55;60;100;120 kt   |
| W7                   | 1952-1965       | 1350            | 408–499         | 0,09; kt; 2–40 kt       |
| W9                   | 1952–1957       | 80              | 364; 385        | 15 kt                   |
| W19                  | 1955–1963       | 80              | 272             | 15–20 kt                |
| W23                  | 1956–1962       | 50              | 680; 860        | 15–20 kt                |
| W25                  | 1957–1984       | 3150            | 99-100          | 1,7 kt                  |
| W30                  | 1959–1979       | 600             | 199; 222; 204   | 03; 0,5; 4,7; 19 kt     |
| W31                  | 1959–1989       | 4500            | 408-429         | 1; 2; 12; 20; 40 kt     |
| W33                  | 1957–1982       | 2000            | 110             | 5-10 kt; 40 kt          |
| W34                  | 1958–1978       | 3200            | 142; 145        | 11 kt                   |
| W40                  | 1959–1972       | 750             | 159; 175        | 10 kt                   |
| W44                  | 1961–1974       | 575             | 77 kg           | 10 kt                   |
| W45                  | 1962– 1988      | 1700            | 68;159          | 0,5; 1; 5; 8; 10; 15 kt |
| W48                  | 1963–1992       | 1060            | 54–58 kg        | 0,072 kt                |
| W54                  | 1961–1972       | 1000–2000       | 23              | 0,25 kt                 |
| W70                  | 1973–1992       | 1280            | 122             | 1–100 kt                |
| W72                  | 1970–1979       | 300             | 375             | 0,6 kt                  |
| W79                  | 1981–1992       | 550             | 90              | 0,1–1.1 kt              |
| Głowice termojądrowe |                 |                 |                 |                         |
| W15                  | 1955–1957       | bd              | 2900            | 3,8 Mt                  |
| W27                  | 1958–1965       | 20              | 1270            | 2 Mt                    |
| W28                  | 1958–1976       | 1000            | 680-780         | 70 kt; 1,45 kt          |
| XW35                 | 1958            | bd              | 680–770         | 1,75 Mt                 |
| W38                  | 1961–1965       | 180             | 1400            | 3,75 Mt                 |
| W39                  | 1957–1966       | 90              | 2900            | 3,8 Mt                  |
| W47                  | 1960–1974       | 1060            | 325; 330        | 600 kt; 1,2 Mt          |
| W49                  | 1958–1975       | bd              | 744–760         | 1,44 Mt                 |
| W50                  | 1963–1991       | 280             | 186             | 60; 200; 400 kt         |
| W52                  | 1962–1978       | 300             | 430             | 200 kt                  |
| W53                  | 1962–1988       | 65              | 2810            | 9 Mt                    |
| W55                  | 1964–1990       | 285             | 213             | 1; 5 kt                 |
| W56                  | 1963–1993       | 1000            | 272; 308        | 1,2 Mt                  |
| W58                  | 1964–1982       | 1400            | 117             | 200 kt                  |
| W59                  | 1962–1969       | 150             | 250             | 1 Mt                    |
| W62                  | 1970–2009       | 1725            | 362;115         | 170 kt                  |
| W68                  | 1970–1991       | 5250            | 166             | 40–50 kt                |
| W69                  | 1971–1994       | 1500            | 125             | 170–200 kt              |
| W71                  | 1974–1975       | 30              | 1291            | 5 Mt                    |
| W76                  | od 1978         | 3000            | 165             | 100 kt                  |
| W78                  | od 1979         | 1083            | 181–272         | 335–350 kt              |
| W80-0                | od1983          | 367             | 132             | 5; 170–200 kt           |
| W80-1                | od 1981         | 1750            | 132             | 5; 150–170 kt           |
| W84                  | 1983–1988       | około 300       | 300–500         | 0,2–150 kt              |
| W85                  | 1983–1991       | 120             | 120             | 5–80 kt                 |
| W87                  | od 1986         | 525             | 525             | 300 lub 475 kt          |
| W88                  | od 1988         | 400             | 400             | 475 kt                  |
| Głowice neutronowe   |                 |                 |                 |                         |
| W66                  | 1974–1975       | 70              | 68              | 1 kt                    |
| W70 Mod 3            | 1981–1983       | 380             | 123             | 1 kt                    |
| W79 Mod 0            | 1980–1992       | bd              | 90              | 0,1 kt–1,1 kt           |
| W82 Mod 0            | 1982–1983       | bd              | 43              | 2 kt                    |